# Selección de fútbol playa de Eslovaquia
La Selección de fútbol playa de Eslovaquia es el equipo que representa al país en la Copa Mundial de Fútbol Playa de FIFA y en el Campeonato de Fútbol Playa de Europa; y es controlada por la Federación Eslovaca de Fútbol.

## Estadísticas

### Copa Mundial de Fútbol Playa FIFA
| Copa Mundial de Fútbol Playa FIFA | Copa Mundial de Fútbol Playa FIFA | Copa Mundial de Fútbol Playa FIFA | Copa Mundial de Fútbol Playa FIFA | Copa Mundial de Fútbol Playa FIFA | Copa Mundial de Fútbol Playa FIFA | Copa Mundial de Fútbol Playa FIFA | Copa Mundial de Fútbol Playa FIFA |
| Año                               | Ronda                             | J                                 | G                                 | G+                                | P                                 | GF                                | GC                                |
| --------------------------------- | --------------------------------- | --------------------------------- | --------------------------------- | --------------------------------- | --------------------------------- | --------------------------------- | --------------------------------- |
| 2005 - 2007                       | No participó                      | No participó                      | No participó                      | No participó                      | No participó                      | No participó                      | No participó                      |
| 2008                              | No clasificó                      | No clasificó                      | No clasificó                      | No clasificó                      | No clasificó                      | No clasificó                      | No clasificó                      |
| 2009                              | Se retiró                         | Se retiró                         | Se retiró                         | Se retiró                         | Se retiró                         | Se retiró                         | Se retiró                         |
| 2011                              | No clasificó                      | No clasificó                      | No clasificó                      | No clasificó                      | No clasificó                      | No clasificó                      | No clasificó                      |
| 2013                              | No participó                      | No participó                      | No participó                      | No participó                      | No participó                      | No participó                      | No participó                      |
| 2015                              | No clasificó                      | No clasificó                      | No clasificó                      | No clasificó                      | No clasificó                      | No clasificó                      | No clasificó                      |
| 2017                              | No participó                      | No participó                      | No participó                      | No participó                      | No participó                      | No participó                      | No participó                      |
| 2019                              | No participó                      | No participó                      | No participó                      | No participó                      | No participó                      | No participó                      | No participó                      |
| 2021                              | No participó                      | No participó                      | No participó                      | No participó                      | No participó                      | No participó                      | No participó                      |
| Total                             | 0/11                              | -                                 | -                                 | -                                 | -                                 | -                                 | -                                 |

### Clasificación Copa Mundial FIFA
| Clasificación de UEFA para la Copa Mundial de Fútbol Playa FIFA | Clasificación de UEFA para la Copa Mundial de Fútbol Playa FIFA | Clasificación de UEFA para la Copa Mundial de Fútbol Playa FIFA | Clasificación de UEFA para la Copa Mundial de Fútbol Playa FIFA | Clasificación de UEFA para la Copa Mundial de Fútbol Playa FIFA | Clasificación de UEFA para la Copa Mundial de Fútbol Playa FIFA | Clasificación de UEFA para la Copa Mundial de Fútbol Playa FIFA | Clasificación de UEFA para la Copa Mundial de Fútbol Playa FIFA |
| Año                                                             | Ronda                                                           | J                                                               | G                                                               | G+                                                              | P                                                               | GF                                                              | GC                                                              |
| --------------------------------------------------------------- | --------------------------------------------------------------- | --------------------------------------------------------------- | --------------------------------------------------------------- | --------------------------------------------------------------- | --------------------------------------------------------------- | --------------------------------------------------------------- | --------------------------------------------------------------- |
| 2008                                                            | Fase de grupos                                                  | 3                                                               | 1                                                               | 0                                                               | 2                                                               | 12                                                              | 16                                                              |
| 2009                                                            | Se retiró                                                       | Se retiró                                                       | Se retiró                                                       | Se retiró                                                       | Se retiró                                                       | Se retiró                                                       | Se retiró                                                       |
| 2011                                                            | Fase de grupos                                                  | 3                                                               | 1                                                               | 0                                                               | 2                                                               | 8                                                               | 17                                                              |
| 2013                                                            | No participó                                                    | No participó                                                    | No participó                                                    | No participó                                                    | No participó                                                    | No participó                                                    | No participó                                                    |
| 2015                                                            | Fase de grupos                                                  | 3                                                               | 0                                                               | 0                                                               | 3                                                               | 6                                                               | 28                                                              |
| 2017                                                            | No participó                                                    | No participó                                                    | No participó                                                    | No participó                                                    | No participó                                                    | No participó                                                    | No participó                                                    |
| 2019                                                            | No participó                                                    | No participó                                                    | No participó                                                    | No participó                                                    | No participó                                                    | No participó                                                    | No participó                                                    |
| 2021                                                            | No participó                                                    | No participó                                                    | No participó                                                    | No participó                                                    | No participó                                                    | No participó                                                    | No participó                                                    |
| Total                                                           | 3/8                                                             | 9                                                               | 2                                                               | 0                                                               | 7                                                               | 26                                                              | 61                                                              |